# Bomba zapalająca 12 kg wz. 38
Bomba zapalająca 12 kg wz. 38 – polska bomba zapalająca skonstruowana w Biurze Konstrukcyjnym zakładów "Granat" SA w Kielcach.
Bomba wz. 38 miała cylindryczno-stożkowy korpus z blachy stalowej Od przodu bomba była zakończona głowicą wypełniona prochem czarnym. Wzdłuż osi bomby przebiegała rurka ogniowa łącząca proch w głowicy z zapalnikiem tylnym. Rurka ogniowa była otoczona mieszaniną zapalającą. W zachowanych dokumentach brakuje informacji jaki miał być jej skład, ale budowa bomby wskazuje, że prawdopodobnie miały to być walce ze sprasowanej mieszaniny smoły, siarki i utleniacza, lub sprasowany termit. Bomba była uzbrajana bezwładnościowym zapalnikiem tylnym.
Bomba wz. 38 miała być przenoszona w pozycji poziomej, podwieszona na pojedynczym wieszaku. Po zrzucie bomby linka łącząca wyrzutnik z zawleczką odbezpieczała zapalnik. Po uderzeniu w cel płomień detonującej spłonki zapalnika przenosił się przez rurkę ogniową do ładunku prochu czarnego w głowicy. Wybuch prochu zapalał ładunek zapalający i rozrywał korpus bomby rozrzucając płonące kawałki mieszaniny zapalającej.